# Двоичная куча

Двоичная куча

Двои́чная ку́ча, пирами́да, или сортиру́ющее де́рево — такое двоичное дерево, для которого выполнены три условия:
1. Значение в любой вершине не меньше, чем значения её потомков[К 1].
2. Глубина всех листьев (расстояние до корня) различается не более чем на 1 слой.
3. Последний слой заполняется слева направо без «дырок».

Существуют также кучи, где значение в любой вершине, наоборот, не больше, чем значения её потомков. Такие кучи называются min-heap, а кучи, описанные выше — max-heap. В дальнейшем рассматриваются только max-heap. Все действия с min-heap осуществляются аналогично.

структура данных для хранения двоичной кучи

Удобная структура данных для сортирующего дерева — массив A, у которого первый элемент, A[1] — элемент в корне, а потомками элемента A[i] являются A[2i] и A[2i+1] (при нумерации элементов с первого). При нумерации элементов с нулевого, корневой элемент — A[0], а потомки элемента A[i] — A[2i+1] и A[2i+2]. При таком способе хранения условия 2 и 3 выполнены автоматически.
Высота кучи определяется как высота двоичного дерева. То есть она равна количеству рёбер в самом длинном простом пути, соединяющем корень кучи с одним из её листьев. Высота кучи есть {\displaystyle \Theta \left(\log {N}\right)}, где N — количество узлов дерева.

## Функциональность
Над кучей можно выполнять следующие операции:
- Добавить элемент в кучу. Сложность {\displaystyle O(\log {n})}
- Исключить максимальный элемент из кучи. Время работы {\displaystyle O(\log {n})}
- Изменить значение любого элемента. Время работы {\displaystyle O(\log {n})}

На основе этих операций можно выполнять следующие действия:
- Превратить неупорядоченный массив элементов в кучу. Сложность {\displaystyle O(n)}
- Отсортировать массив путём превращения его в кучу, а кучу в отсортированный массив. Время работы {\displaystyle O(n\log {n})}

Здесь {\displaystyle n} — количество элементов кучи. Пространственная сложность — {\displaystyle O(1)} для всех вышеперечисленных операций и действий.
Подробное описание и алгоритмы этих действий и процедуры Heapify, необходимой для их выполнения, приведены в следующем разделе.

## Базовые процедуры
В этом разделе представлены основные процедуры для работы с кучей.

### Восстановление свойств кучи
Если в куче изменяется один из элементов, то она может перестать удовлетворять свойству упорядоченности. Для восстановления этого свойства служит процедура Heapify. Она восстанавливает свойство кучи в дереве, у которого левое и правое поддеревья удовлетворяют ему. Эта процедура принимает на вход массив элементов A и индекс i. Она восстанавливает свойство упорядоченности во всём поддереве, корнем которого является элемент A[i].
Если i-й элемент больше, чем его сыновья, всё поддерево уже является кучей, и делать ничего не надо. В противном случае меняем местами i-й элемент с наибольшим из его сыновей, после чего выполняем Heapify для этого сына.
Процедура выполняется за время {\displaystyle O\left(\log {n}\right)}.
```
Heapify(
A
, 
i
)
  
left
 
←
 2
i+1

  
right
 
←
 2
i
+2
  
heap_size - количество элементов в куче

  
largest
 
←
 
i

  
if
 
left
 
≤
 
A
.
heap_size
 и 
A
[
left
] > 
A
[
largest
]
    
then
 
largest
 
←
 
left

  
if
 
right
 
≤
 
A
.
heap_size
 и 
A
[
right
] > 
A
[
largest
]
    
then
 
largest
 
←
 
right

  
if
 
largest
 
≠
 
i

    
then
 Обменять 
A
[
i
] 
↔
 
A
[
largest
]
         Heapify(
A
, 
largest
)
```

Для языков, не поддерживающих автоматическую оптимизацию хвостовой рекурсии, можно повысить эффективность реализации, если избавиться от рекурсии.

### Построение кучи
Эта процедура предназначена для создания кучи из неупорядоченного массива входных данных.
Заметим, что если выполнить Heapify для всех элементов массива A, начиная с последнего и кончая первым, он станет кучей. В самом деле, легко доказать по индукции, что к моменту выполнения Heapify(A, i) все поддеревья, чьи корни имеют индекс больше i, - кучи, и, следовательно, после выполнения Heapify(A, i) кучей будут все поддеревья, чьи корни имеют индекс, не меньший i.
Кроме того, Heapify(A,i) не делает ничего, если i>N/2 (при нумерации с первого элемента), где N — количество элементов массива. В самом деле, у таких элементов нет потомков, следовательно, соответствующие поддеревья уже являются кучами, так как содержат всего один элемент.
Таким образом, достаточно вызвать Heapify для всех элементов массива A, начиная (при нумерации с первого элемента) с {\displaystyle [N/2]}-го и кончая первым.
```
Build_Heap(
A
)
  
A
.
heap_size
 
←
 
A
.
length

  
for
 
i
 
←
 
⌊
A
.
length
/2
⌋
 
downto
 1
    
do
 Heapify(
A
, 
i
)
```

И хотя здесь происходит n/2 вызовов функции Heapify со сложностью  {\displaystyle O\left(\log {n}\right)}, можно показать, что время работы равно {\displaystyle O(n)}.

### Пирамидальная сортировка
Процедура Heapsort сортирует массив без привлечения дополнительной памяти за время {\displaystyle O\left(n\log {n}\right)}.
Для понимания её работы можно представить, что мы обменяли первый элемент (то есть корень) с последним. Тогда последний элемент станет самым большим. Если после этого исключить последний элемент из кучи (то есть формально уменьшить её длину на 1), первые N-1 элементов будут удовлетворять условиям кучи все, за исключением, может быть, корня. Если вызвать Heapify, первые N-1 элементов станут кучей, а последний будет больше их всех. Повторяя эти действия N-1 раз, мы отсортируем массив.
```
Heapsort(
A
)
  Build_Heap(
A
)
  
for
 
i
 
←
 
A
.
length
 
downto
 1
    
do
 Обменять 
A
[1] 
↔
 
A
[
i
]
       
A
.
heap_size
 
←
 
A
.
heap_size
-1
       Heapify(
A
,1)
```

### Изменение значения элемента
Процедура Heap_Increase_Key заменяет элемент кучи на новый ключ со значением, не меньшим значения исходного элемента. Обычно эта процедура используется для добавления произвольного элемента в кучу.
Временная сложность {\displaystyle O\left(\log {n}\right)}.
Если элемент меньше своего отца, условие 1 соблюдено для всего дерева, и больше ничего делать не нужно. Если он больше, мы меняем местами его с отцом. Если после этого отец больше деда, мы меняем местами отца с дедом и так далее. Иными словами, слишком большой элемент всплывает наверх.
```
Heap_Increase_Key(
A
, 
i
, 
key
)
  
if
 
key
 < 
A
[
i
]
    
then
 
error
 "Новый ключ меньше предыдущего"
  
A
[
i
] 
←
 
key

  
while
 
i
 > 1 и 
A
[
⌊
i
/2
⌋
] < 
A
[
i
]
    
do
 Обменять 
A
[
i
] 
↔
 
A
[
⌊
i
/2
⌋
]
      
i
 
←
 
⌊
i
/2
⌋
```

В случае, когда необходимо уменьшить значение элемента, можно вызвать Heapify.

### Добавление элемента
Выполняет добавление элемента в кучу за время {\displaystyle O\left(\log {n}\right)}.
Добавление произвольного элемента в конец кучи, и восстановление свойства упорядоченности с помощью Heap_Increase_Key.
```
Heap_Insert(
A
, 
key
)
  
A
.
heap_size
 
←
 
A
.
heap_size
+1
  
A
[
A
.
heap_size
] 
←
 -
∞

  Heap_Increase_Key(
A
, 
A
.
heap_size
, key)
```

### Извлечение максимального элемента
Выполняет извлечение максимального элемента из кучи за время {\displaystyle O\left(\log {n}\right)}.
Извлечение выполняется в четыре этапа:
- значение корневого элемента (он и является максимальным) сохраняется для последующего возврата
- последний элемент копируется в корень, после чего удаляется из кучи
- вызывается Heapify для корня
- сохранённый элемент возвращается

```
Heap_Extract_Max(
A
)
  
if
 
A
.
heap_size
[
A
] < 1
    
then
 
error
 "Куча пуста"
  
max
 
←
 
A
[1]
  
A
[1] 
←
 
A
[
A
.heap_size]
  
A
.
heap_size
 
←
 
A
.
heap_size
-1
  Heapify(
A
, 1)
  
return
 
max
```

## Комментарии
1. ↑  Если задан противоположный порядок сортировки, то значение в любой вершине должно быть не больше, чем значения её потомков.